# Saint-Quentin-en-Mauges
Pour les articles homonymes, voir Saint-Quentin (homonymie).
Saint-Quentin-en-Mauges est une ancienne commune française située dans le département de Maine-et-Loire, en région Pays de la Loire, devenue le 15 décembre 2015 une commune déléguée au sein de la commune nouvelle de Montrevault-sur-Èvre.

## Géographie

### Localisation
Commune rurale angevine des Mauges, Saint-Quentin-en-Mauges se situe au sud de Beausse, sur la route D 17 qui va de Saint-Pierre-Montlimart à Saint-Laurent-de-la-Plaine, et sur la D 150 qui va de Beausse au Pin-en-Mauges.
Les Mauges sont une région naturelle de Maine-et-Loire située à l'extrême sud-est du Massif armoricain, et délimitée au nord par la Loire (fleuve) et à l'est par le Layon (rivière).

### Géologie et relief
Sa superficie est de plus de 21 km2 (2 131 ha) et son altitude varie de 78 à 165 mètres, pour une altitude moyenne de 125 mètres.

### Hydrographie
On trouve sur son territoire plusieurs cours d'eau : ruisseau de Grenet, ruisseau du Paviot, ruisseau de la Soucière, ruisseau de la Roche Ferrière.

## Toponymie et héraldique

### Toponymie
Formes anciennes du nom : Ecclesia sancti Quintini Andecavensis territorii, Medalgie pagi ou Parechia ecclesie sancti Quintini, Medalgie pago en 1037, Apud sanctum Quintinum en 1063, Obedientia de sancto Quintino en 1081, Sanctus Quintinus de Medalgia en 1100, Oppidum sancti Quintini en 1120, sanctus Quintinus de Maalgis en 1124, Le priour et les compaignons de St Quentin en Mauge en 1355, La ville de St Quentin en 1396, St Quentin en mauges en l'évescnié d'Angiers en 1506, Saint Quentin en 1793 et 1804, avant de devenir ensuite Saint-Quentin-en-Mauges.

### Héraldique
|  | Les armes de la commune se blasonnent ainsi : Écartelé, au premier et au quatrième de gueules ; au deuxième d'argent à la crosse d'abbé de sable posée en pal ; au troisième d'argent à la tour de sable. |

## Histoire
À la fin du XVIIIe siècle, la région a été très marquée par les guerres de Vendée.
En 2014, un projet de fusion de l'ensemble des communes de l'intercommunalité se dessine. Le 6 juillet 2015, les conseils municipaux de l'ensemble des communes du territoire communautaire votent la création d'une commune nouvelle baptisée Montrevault-sur-Èvre pour le 15 décembre 2015, dont la création a été officialisée par arrêté préfectoral du 5 octobre 2015.

## Politique et administration

### Administration municipale

#### Administration actuelle
Depuis le 15 décembre 2015 Saint-Quentin-en-Mauges constitue une commune déléguée au sein de la commune nouvelle de Montrevault-sur-Èvre et dispose d'un maire délégué.
| Période                                  | Période  | Identité        | Étiquette | Qualité |
| ---------------------------------------- | -------- | --------------- | --------- | ------- |
| 15 décembre 2015                         | en cours | Thierry Albert, |           |         |
| Les données manquantes sont à compléter. |          |                 |           |         |

#### Administration ancienne
| Période                                  | Période          | Identité       | Étiquette | Qualité |
| ---------------------------------------- | ---------------- | -------------- | --------- | ------- |
| 1989                                     | mars 2008        | Alain Jarry    |           |         |
| mars 2008                                | mars 2014        | Joseph Ploquin |           |         |
| mars 2014                                | 14 décembre 2015 | Thierry Albert |           |         |
| Les données manquantes sont à compléter. |                  |                |           |         |

### Ancienne situation administrative

#### Intercommunalité
Jusqu'au 15 décembre 2015 la commune est membre de la communauté de communes Montrevault Communauté, elle-même membre du syndicat mixte Pays des Mauges, structure administrative d'aménagement du territoire. L'intercommunalité cesse d'exister à la création de la commune nouvelle de Montrevault-sur-Èvre et ses compétences lui sont transférées.

#### Autres circonscriptions
Jusqu'en 2014 Saint-Quentin-en-Mauges fait partie du canton de Montrevault et de l'arrondissement de Cholet. Ce canton de Montrevault comporte alors les onze même communes que l'intercommunalité. Dans le cadre de la réforme territoriale, un nouveau découpage territorial pour le département de Maine-et-Loire est défini par le décret du 26 février 2014. La commune est alors rattachée au canton de Beaupréau, avec une entrée en vigueur au renouvellement des assemblées départementales de 2015.

## Population et société

### Évolution démographique
L'évolution du nombre d'habitants est connue à travers les recensements de la population effectués dans la commune depuis 1793. À partir du 1er janvier 2009, les populations légales des communes sont publiées annuellement dans le cadre d'un recensement qui repose désormais sur une collecte d'information annuelle, concernant successivement tous les territoires communaux au cours d'une période de cinq ans. 
Pour les communes de moins de 10 000 habitants, une enquête de recensement portant sur toute la population est réalisée tous les cinq ans, les populations légales des années intermédiaires étant quant à elles estimées par interpolation ou extrapolation. Pour la commune, le premier recensement exhaustif entrant dans le cadre du nouveau dispositif a été réalisé en 2008,.
En 2013, la commune comptait 1 059 habitants, en évolution de +5,48 % par rapport à 2008 (Maine-et-Loire : +3,3 %, France hors Mayotte : +2,49 %).
| 1793  | 1800 | 1806 | 1821  | 1831  | 1836  | 1841  | 1846  | 1851  |
| ----- | ---- | ---- | ----- | ----- | ----- | ----- | ----- | ----- |
| 1 589 | 932  | 969  | 1 003 | 1 259 | 1 224 | 1 280 | 1 295 | 1 238 |

| 1856  | 1861  | 1866  | 1872  | 1876  | 1881  | 1886  | 1891  | 1896  |
| ----- | ----- | ----- | ----- | ----- | ----- | ----- | ----- | ----- |
| 1 322 | 1 359 | 1 358 | 1 308 | 1 286 | 1 230 | 1 212 | 1 176 | 1 136 |

| 1901  | 1906  | 1911 | 1921 | 1926 | 1931 | 1936 | 1946 | 1954 |
| ----- | ----- | ---- | ---- | ---- | ---- | ---- | ---- | ---- |
| 1 100 | 1 052 | 996  | 884  | 943  | 907  | 901  | 837  | 921  |

| 1962 | 1968 | 1975  | 1982  | 1990  | 1999 | 2008  | 2013  | - |
| ---- | ---- | ----- | ----- | ----- | ---- | ----- | ----- | - |
| 946  | 974  | 1 014 | 1 044 | 1 029 | 991  | 1 004 | 1 059 | - |

### Pyramide des âges
La population de la commune est relativement jeune. Le taux de personnes d'un âge supérieur à 60 ans (18 %) est en effet inférieur au taux national (21,6 %) et au taux départemental (21 %). Contrairement aux répartitions nationale et départementale, la population masculine de la commune est supérieure à la population féminine (50,9 % contre 48,4 % au niveau national et 48,6 % au niveau départemental).
| Hommes | Classe d’âge | Femmes |
| ------ | ------------ | ------ |
| 0,0    | 90 ans ou +  | 0,4    |
| 5,7    | 75 à 89 ans  | 7,9    |
| 10,4   | 60 à 74 ans  | 11,8   |
| 23,3   | 45 à 59 ans  | 20,1   |
| 22,1   | 30 à 44 ans  | 20,9   |
| 19,8   | 15 à 29 ans  | 15,8   |
| 18,8   | 0 à 14 ans   | 23,1   |

| Hommes | Classe d’âge | Femmes |
| ------ | ------------ | ------ |
| 0,4    | 90 ans ou +  | 1,2    |
| 6,3    | 75 à 89 ans  | 9,2    |
| 11,8   | 60 à 74 ans  | 13,0   |
| 19,9   | 45 à 59 ans  | 19,4   |
| 20,6   | 30 à 44 ans  | 19,5   |
| 20,3   | 15 à 29 ans  | 19,1   |
| 20,6   | 0 à 14 ans   | 18,6   |

### Vie locale
À Saint-Quentin existe une éco-cyclerie : alternative dans la gestion des déchets d’un territoire, alliant économie solidaire et écologie par des activités permettant de prolonger le cycle de vie d’un produit grâce au réemploi ou au recyclage des matières.

## Économie
Sur 103 établissements présents sur la commune à fin 2010, 53 % relevaient du secteur de l'agriculture (pour une moyenne de 17 % sur le département), 5 % du secteur de l'industrie, 14 % du secteur de la construction, 20 % de celui du commerce et des services et 8 % du secteur de l'administration et de la santé.
À fin 2008, sur les 99 établissements présents, 59 % relevaient du secteur de l'agriculture et 18 % de celui du commerce et des services.

## Culture locale et patrimoine

### Lieux et monuments

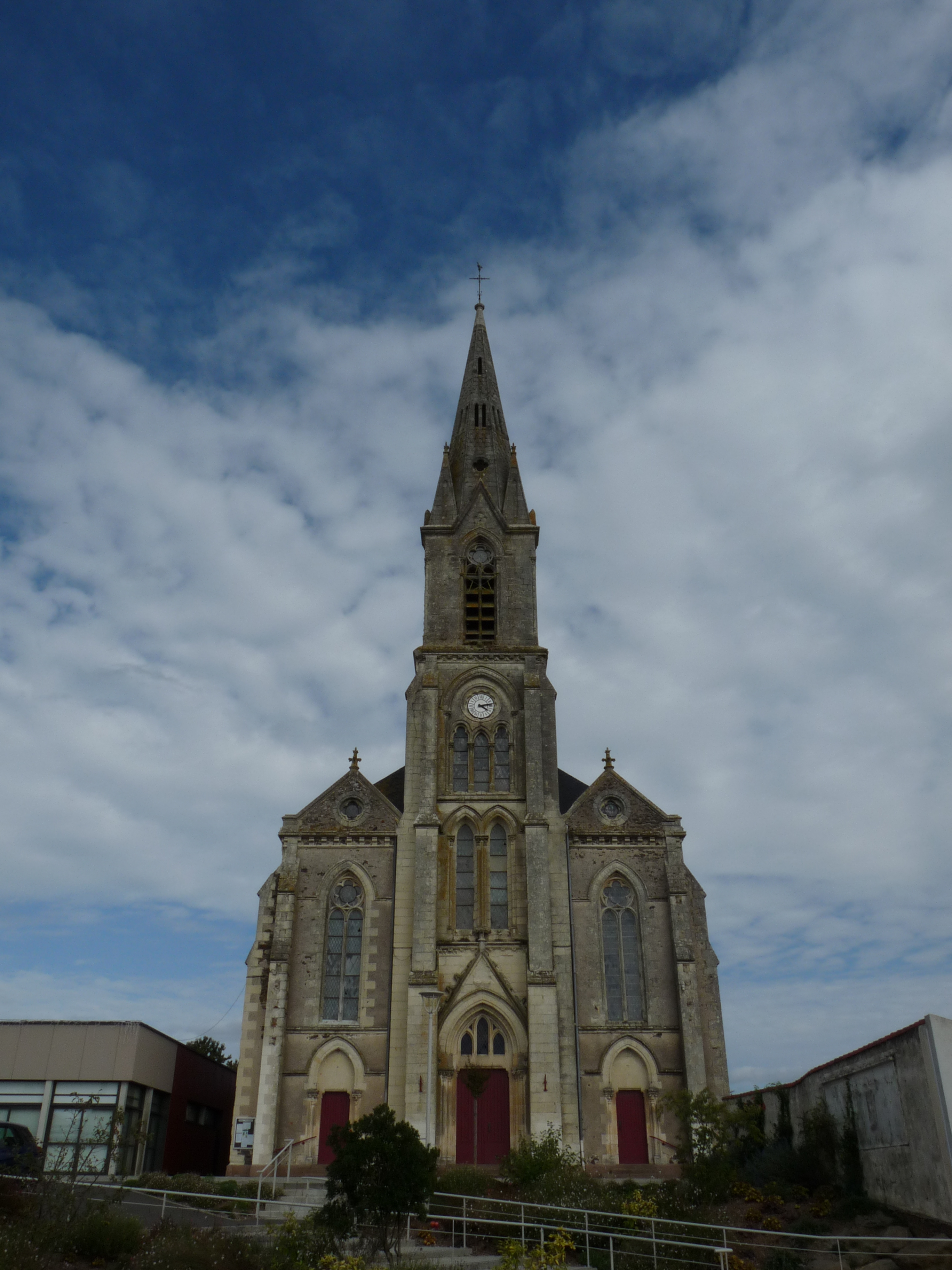
L'église de Saint-Quentin-en-Mauges.

- Église paroissiale Saint-Quentin, de style néogothique.
- Randonnée pédestre Grenet : balade à travers champs et bois.